# Mikael Ishak
Mikael Ishak (* 31. března 1993 Stockholm) je švédský profesionální fotbalista, který hraje na pozici útočníka za polský klub Lech Poznań. Mezi lety 2015 a 2016 odehrál také 4 utkání v dresu švédské reprezentace, ve kterých vstřelil 1 branku.

## Klubová kariéra
Ishak hrál ve Švédsku za klub Assyriska FF, poté odešel do Německa do 1. FC Köln, odkud hostoval ve švýcarském FC St. Gallen. Následovalo angažmá v italské Parmě, která ho zapůjčila v roce 2014 do FC Crotone.
V létě 2014 podepsal kontrakt s dánským týmem Randers FC.

## Reprezentační kariéra
Mikael Ishak nastupoval za švédské mládežnické reprezentace U19 a U21.
Trenér Håkan Ericson jej nominoval na Mistrovství Evropy hráčů do 21 let 2015 konané v Praze, Olomouci a Uherském Hradišti, kde získal se švédským týmem zlaté medaile.
V A-mužstvu Švédska debutoval 15. ledna 2015 v přátelském utkání v Abú Dhabí proti týmu Pobřeží slonoviny (výhra 2:0).